# SSC Bari
Società Sportiva Calcio Bari är en italiensk fotbollsklubb som grundades 1908. De spelar på Stadio San Nicola i Bari och spelar närvarande i Serie B. Bari har för det mesta åkt upp och ner mellan Serie A, Serie B och Serie C.
Statistiskt sett är Bari den mest framgångsrika klubben i regionen Apulien. 1990 vann klubben Mitropacupen.
Ett av de större resultaten i klubbens historia var att deras forward Igor Protti 1996 med sina 24 mål blev skyttekung i Serie A.

## Spelare

### Truppen 2020/2021[4]
| Nr | Land      | Pos | Namn                            |
| -- | --------- | --- | ------------------------------- |
| 1  | Italien   | MV  | Pierluigi Frattali              |
| 4  | Italien   | MF  | Mattia Maita                    |
| 6  | Italien   | F   | Valerio Di Cesare (Vice-kapten) |
| 7  | Italien   | A   | Mirco Antenucci (Lagkapten)     |
| 9  | Italien   | MF  | Andrea D'Errico                 |
| 10 | Argentina | MF  | Rubén Botta                     |
| 11 | Marocko   | A   | Walid Cheddira                  |
| 13 | Frankrike | F   | Guillaume Gigliotti             |
| 14 | Italien   | A   | Eddie Salcedo (lån från Inter)  |
| 17 | Italien   | MF  | Raffaele Maiello                |
| 18 | Italien   | MV  | Elia Caprile                    |
| 19 | Italien   | A   | Cristian Galano                 |
| 20 | Italien   | F   | Emanuele Terranova              |
| 21 | Slovenien | F   | Žan Žužek                       |
| 22 | Italien   | MV  | Emanuele Polverino              |

| Nr | Land      | Pos | Namn                                    |
| -- | --------- | --- | --------------------------------------- |
| 23 | Italien   | F   | Francesco Vicari                        |
| 25 | Italien   | F   | Raffaele Pucino                         |
| 26 | Frankrike | A   | Aurélien Scheidler                      |
| 27 | Italien   | F   | Antonio Mazzotta                        |
| 29 | Italien   | MF  | Manuel Scavone                          |
| 30 | Colombia  | A   | Damir Ceter                             |
| 31 | Italien   | F   | Giacomo Ricci                           |
| 44 | Italien   | F   | Marco Bosisio                           |
| 63 | Italien   | MF  | Nicola Bellomo                          |
| 74 | Italien   | A   | Gianmarco Cangiano (lån från Bologna)   |
| 80 | Italien   | F   | Leonardo Benedetti (lån från Sampdoria) |
| 90 | Italien   | MF  | Michael Folorunsho (lån från Napoli)    |
| 93 | Frankrike | F   | Mehdi Dorval                            |
| 99 | Italien   | MF  | Alessandro Mallamo (lån från Atalanta)  |

### Berömda spelare i klubben genom åren
| Italien - Leonardo Bonucci - Antonio Cassano - Marco Di Vaio - Nicola Legrottaglie - Simone Perrotta - Igor Protti - Gianluca Zambrotta Kroatien - Zvonimir Boban Sverige - Marcus Allbäck - Daniel Andersson - Kennet Andersson - Klas Ingesson - Yksel Osmanovski |